# Sukkur
Sukkur (en ourdou : سکھر  en hazaragi : سکر , en sindhi : سکر), anciennement 
Alor ou Aror (sanskrit : अरोड, ourdou : اروڑ), est la troisième plus grande ville de la province pakistanaise du Sind. Avec une population estimée à environ 560 000 habitants en 2023, elle est la troisième plus importante ville de la province et quatorzième au niveau national.
La ville se trouve sur la rive ouest de l'Indus, dans le district de Sukkur. Le climat assez extrême est à l'origine du nom Saqar (intense), donne par les Arabes, lors de leur invasion de la province au Moyen Âge. Sukkur est surnommée Darya Dino (درياءَ ڏنو ,cadeau de la rivière), car le site serait désertique en l'absence du fleuve.

## Histoire

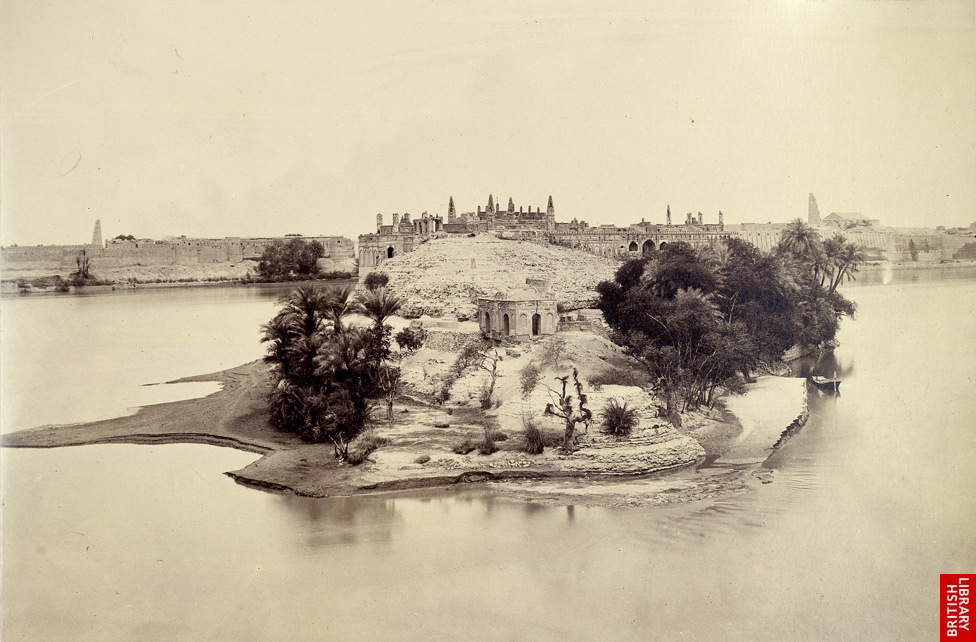
Rive ouest de l'Indus

L'antique Alor a été dès sa fondation un important centre stratégique et commercial pour la région, elle fut même l'ancienne capitale du Sind, notamment alors qu'Alexandre envahissait l'Inde en -326. En 711, Alor fut capturée par l'armée du général omeyyade Muhammad bin Qasim et elle dut être reconquise en 962 par les Abbassides.
La cité fut ensuite gouvernée alternativement par les Moghols et plusieurs tribus semi-autonomes. Mirs de Khairpur s'empara de la ville entre 1809 et 1824. En 1833, Shoja Shah vainquit la tribu baloutche des Talpurs près de Sukkur, avant de renoncer par la suite, dans un traité solennel avec les Talpurs à ses prétentions sur la province du Sind. En 1843, le général britannique Charles James Napier défit les Talpurs lors des batailles de Miani et Dubbo près d'Hyderabad, plaçant Sukkur comme le reste du Sind, sous le gouvernement britannique, pour y demeurer jusqu'à l'indépendance du Pakistan en 1947.

## Démographie
Au moment de la partition, la vieille ville contenait environ 10 000 habitants et la nouvelle ville 80 000.
La population de la ville a été multipliée par plus de deux entre 1972 et 1998, passant de 158 781 habitants à 329 176 en 1998. En 2017, le recensement affiche une population de 499 900 habitants, soit une croissance annuelle de 2,1 % depuis 1998, moins que la moyenne nationale de 2,4 %. Elle est la troisième plus importante ville de la province du Sind, après Karachi et Hyderabad et quatorzième au niveau national. En 2023, la population de la ville monte à 563 851 habitants.
La centre de la ville est majoritairement sindie, puisque près de 53 % des habitants en parlent la langue, tandis qu'environ 36 % des habitants ont l'ourdou pour langue maternelle, et on compte une petite minorité de Pendjabis (5 %).
Essentiellement musulmane, la ville inclut une importante minorité hindoue, comptant plus de 13 000 fidèles, presque 9 % des habitants de la ville.
Le taux d'alphabétisation de la ville s'élève à 79 % en 2023 (contre une moyenne nationale de 61 %), dont 84 % pour les hommes et 74 % pour les femmes.
|            | 1972 (rec.) | 1981 (rec.) | 1998 (rec.) | 2017 (rec.) | 2023 (rec.) |
| ---------- | ----------- | ----------- | ----------- | ----------- | ----------- |
| Population | 158 781     | 190 551     | 329 176     | 499 900     | 563 851     |

## Économie

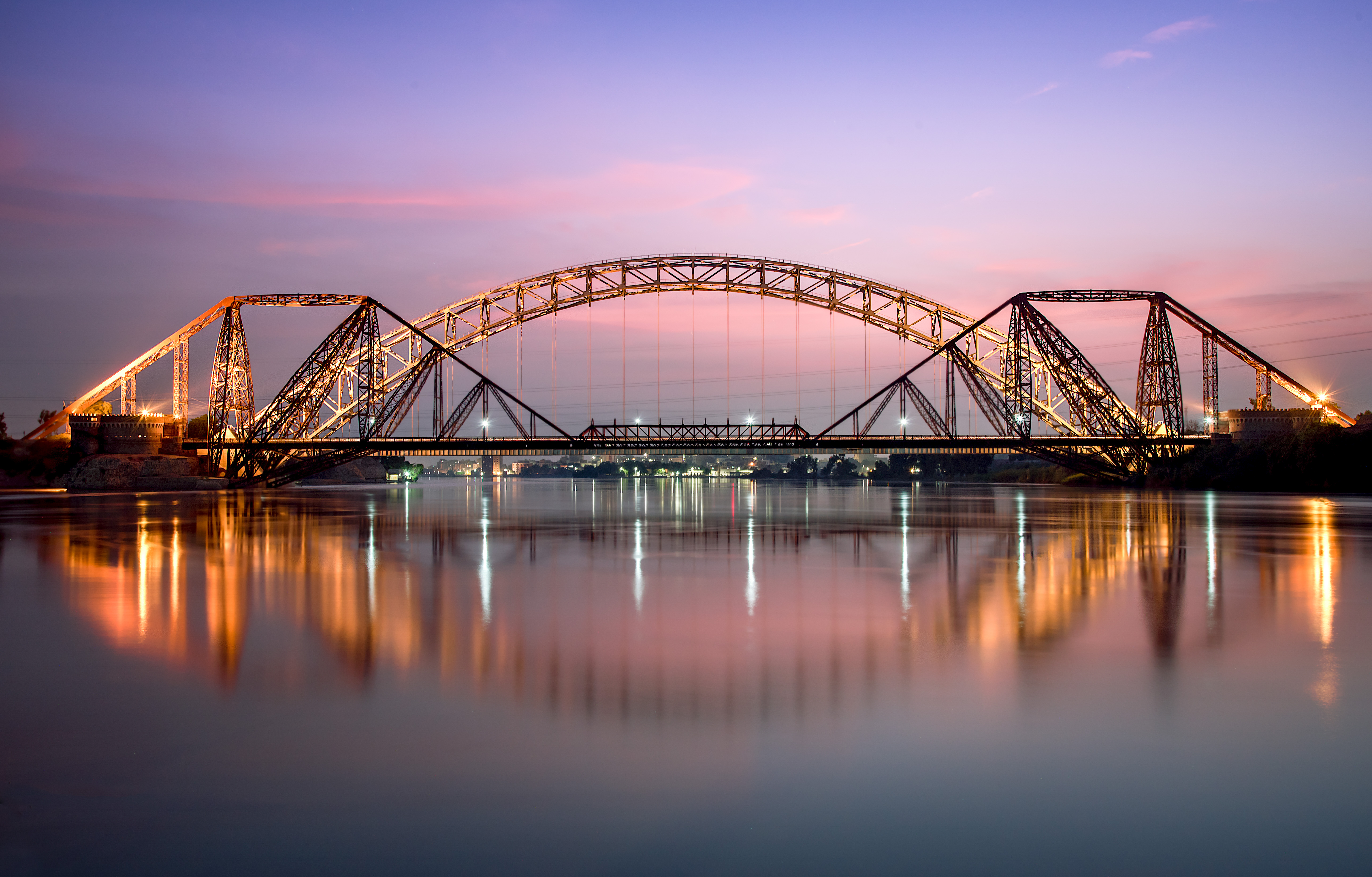
Le pont Lansdowne en premier plan et le Pont d'Ayub en arrière-plan qui relient Sukkur à Rohri.

La ville vit principalement de l'agriculture, et dans une moindre mesure de l'industrie. Les terres autour de district de Sukkur sont fertiles, notamment grâce à un réseau d'irrigation construit durant l'époque britannique, et un barrage sur l'Indus construit en 1932. Les fermiers y cultivent du tabac, du sucre et du riz notamment. Mal entretenu, le barrage est dans un mauvais état et un projet réhabilitation d'environ 200 millions d'euros est prévu, financé principalement par la Banque mondiale.
La ville est située sur la route no 5 du réseau national, reliant le nord et le sud du pays, ainsi que notamment les proches villes de Larkana, Jacobabad et Khairpur. La ville est aussi reliée au réseau de chemin de fer, située à quelques kilomètres seulement de Rohri, important nœud reliant le nord et le sud du pays, avec une autre ligne allant vers Quetta. 

## Politique
Sukkur est un important fief du Parti du peuple pakistanais, mais d'autres partis ont une certaine influence locale, comme le Mouvement Muttahida Qaumi et la Ligue musulmane du Pakistan (F),,,.
Depuis le redécoupage électoral de 2018, la ville est représentée par la circonscription no 24 à l'Assemblée provinciale du Sind. Lors des élections législatives de 2018, elle est remportée par un candidat du Parti du peuple pakistanais.
| Parti                                      | Voix   | %       |
| ------------------------------------------ | ------ | ------- |
| Parti du peuple pakistanais                | 34 027 | 43,64 % |
| Muttahida Majlis-e-Amal                    | 10 448 | 13,40 % |
| Mouvement Muttahida Qaumi                  | 10 193 | 13,07 % |
| Mouvement du Pakistan pour la justice      | 8 819  | 11,31 % |
| Autres partis                              | 7 566  | 9,70 %  |
| Indépendants                               | 6 915  | 8,87 %  |
| Total exprimés (participation : 45,1 %)    | 77 968 | 100 %   |
| Source : Commission électorale du Pakistan |        |         |